# ゲオルグ・ルガー
ゲオルク・ヨハン・ルーガ（Georg Luger, Georg Johann Luger, 1849年3月6日 – 1923年12月22日）は、ルガーP08や9x19mmパラベラム弾などの発明で有名なオーストリア帝国の銃器設計家である。DWM社の技師として兵器の開発に携わった。

## 名前

### 発音
名前はドイツ語読みで「ゲオールク・ルーガ」（[ˈɡeːɔʁk luːɡɐ(ː)]）、英語読みで「ジョージ・ルガー」（[dʒˈɔɚdʒ ˈlugɝ]）である。しかし日本では名をアルファベット読み、姓を英語読みという混合表記「ゲオルグ・ルガー」が一般的となっている。本稿では出生地の発音に最も近いゲオルク・ヨハン・ルーガとする。

## 生涯

### 幼少期
1849年3月6日、ヨハンはオーストリア帝国、チロル州の シュタイナッハ・アム・ブレンナーで誕生した。その後、ゲオルク家はイタリアに移住。そのためヨハンはイタリア語を第二外国語として育ち、後にオーストリア帝国領となるパドヴァの基礎学校とギムナジウムを卒業した。卒業後、両親は彼をウィーンに送り、現在のウィーン商業アカデミーに入学した。

### 軍歴
1867年10月、ヨハンは第78歩兵師団に士官候補生として志願した。1868年6月1日には士官候補生の伍長に昇進し、4ヶ月後の10月1日に准尉に昇進している。彼の優れた射撃能力は上官の目を引き、オーストリア＝ハンガリー帝国の軍火器学校に送られ、すぐに講師として勤めはじめた。このときに自動装填装置に関心を持ち始める。1871年、ヨハンは中尉に昇進後、予備役になり、DWM社に技師として入社した。

## 家族
ゲオルク・ヨハン・ルーガは1873年にエリーザベト・ヨーゼファ・ドゥフェーク(Elizabeth Josepha Dufek)と結婚した。その後、ウィーンに引っ越し、3人の子供をもうけている。
- ゲオルク・フランツ・ルーガ(Georg Franz Luger)
- ユリオス・ヴィルヘルム・バートロメウス・ルーガ(Julius Wilhelm Bartholomaeus Luger,1880年3月16日生まれ)
- フリードリヒ・アレクサンダー・ゲオルク・ルーガ(Friedrich Alexander Georg Luger,1884年4月26日生まれ)

長男のゲオルク・フランツ・ルーガは土木技師になり、父と共にに軍事兵器の開発に携わった。また、次男は1915年、第一次世界大戦のガリシア戦線で航空機パイロットとして戦死した。